# Mayetgambiet
Het Mayetgambiet is in de opening van een schaakpartij een variant van het koningsgambiet. De beginzetten zijn
1. e4 e5
2. f4 exf
3. Pf3 g5
4. Lc4 Lg7
5. d4 d6
6. c3
Dit gambiet valt onder ECO-code C38, de Hansteinvariant van het koningsgambiet, en het is vernoemd naar de Duitse schaakmeester Carl Mayet (1810—1868).